# Selbstbalancierendes Fahrzeug
Ein selbstbalancierendes Fahrzeug wird durch einen Regelkreis aktiv stabilisiert. Es hat zwei Räder oder nur ein Rad, wobei nicht der Fahrer die Balance hält, sondern ein Kreiselinstrument (Gyroskop) die Abweichungen vom Gleichgewicht misst und Motoren den Schwerpunkt so verlagern, dass das Fahrzeug nicht umkippt.
Im Stillstand und bei abgestelltem Motor werden bei einigen dieser Fahrzeuge kleine Stützräder ausgefahren, die ein Umkippen verhindern.

## Geschichte

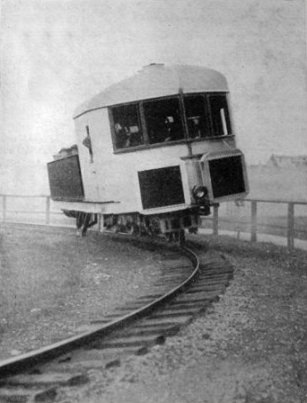
Kreiselstabilisierte Einschienenbahn von Brennan (1909)

### Einschienenbahn von Brennan
Der irisch-australische Ingenieur Louis Brennan entwickelte ab 1903 eine kreiselstabilisierte Einschienenbahn, die auf Stahlrädern mit Doppelspurkränzen auf einer einzelnen Vignolschiene fuhr. Am 10. November 1909 führte er diese Bahn erfolgreich in Gillingham vor und 1910 bei einer Ausstellung in der White City in London vor einem großen Publikum.
Es gab auch einen Versuch, diese Bahn in Deutschland einzuführen, wofür sich der bekannte Berliner Verleger August Scherl und der Landrat des Obertaunuskreises, Ritter von Marx, einsetzten. Das Projekt Einschienenbahn am Taunusrand wurde jedoch noch vor einer Entscheidung abgebrochen, und weitere Projekte gab es nicht.

### Schilowskis Gyrocar

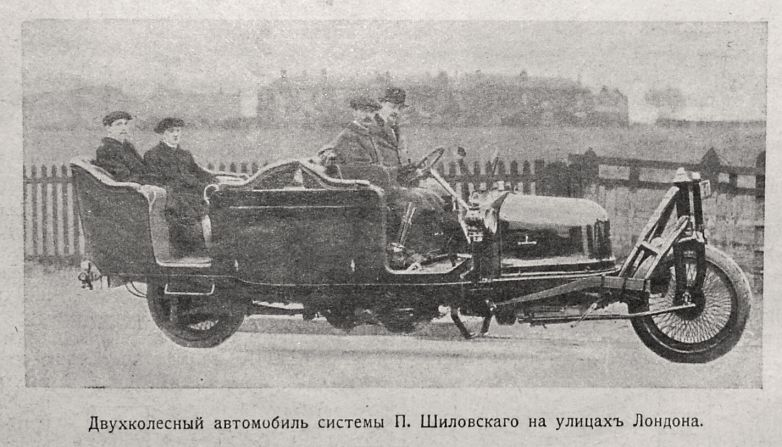
Schilowskis selbstbalancierendes Fahrzeug 1914 in London

Am 27. November 1913 startete der russische Graf Pjotr Petrowitsch Schilowski sein Gyrocar zum ersten Mal. Gebaut wurde es in Birmingham, wo er A. W. Dring, Chefingenieur der Entwicklungsabteilung der Automobilfirma Wolseley, für sein Projekt gewinnen konnte.
Das Fahrzeug hatte zwei im Abstand von fünf Metern hintereinander angeordnete Räder und bot Platz für sieben Personen. Im Fond konnten zwei Personen mit Blickrichtung nach vorn und drei Mitfahrer entgegen der Fahrtrichtung sitzen. Neben dem Fahrer im Chauffeur-Abteil befand sich ein Beifahrersitz. Das Gyrocar hatte einen 1,016 m Durchmesser großen und 11,4 cm dicken Kreisel unter dem Fahrersitz, der sich, angetrieben durch einen 110 V Elektromotor, mit 2.000 bis 3.000 Umdrehungen pro Minute drehte. Über ein Getriebe wurde ein Ausgleichsgewicht bewegt, damit das Fahrzeug nicht umkippt. Das Gesamtgewicht von 2,75 Tonnen wurde nur von einem Wolseley C5 Motor mit 16 bis 20 PS (90 mm Bohrung und 125 mm Hub) angetrieben.
1914 wurde es in London vor Publikum vorgeführt und es kippte tatsächlich nicht um. Auch wenn sich im Stand eine Person auf die Trittbretter stellte, schwankte das Auto nicht wesentlich.
Als im selben Jahr der Erste Weltkrieg ausbrach, kehrte Schilowski nach Russland zurück. Die Engländer vergruben das Auto in der Erde. 1938 wurde das Auto wieder ausgegraben und stand bis 1948 im werkseigenen Wolseley Museum, woraufhin es verschrottet wurde.

### Nach dem Ersten Weltkrieg
Von 1921 bis 1922 entwickelte Schilowski noch an einer einspurigen Eisenbahn, für die immerhin eine elf Kilometer lange Versuchsstrecke zwischen Sankt Petersburg und Puschkin (Stadt) gebaut wurde. Technische Probleme und fehlendes Geld beendeten das Projekt.
1929 stellte auch Louis Brennan ein Gyrocar vor. Das Fahrzeug hatte zwei hintereinander angeordnete Räder und seitliche Stützräder, die während der Fahrt hochgeklappt wurden. Nur das Testfahrzeug wurde gebaut.

### 1960er Jahre
1961 stellte Ford die nicht funktionstüchtige Designstudie Ford Gyron vor. Im Folgejahr präsentierte Louis Swinney in Kansas City ein Gyrocar.
1967 baute Gyro Transport Systems Inc. den Gyro-X. Er hatte zwei Räder, war 3,94 m lang, 1,07 m breit, und er sollte bis zu 200 km/h schnell sein. Der Kreisel hatte einen Durchmesser von 508 mm und drehte mit bis zu 6000 min−1 durch Hydraulik angetrieben. Ungelöste Probleme bei der Kurvenfahrt mit hohen Geschwindigkeiten verhinderten die Serienproduktion.

### Ab 2000
Jake Lyall baute für sich das RIOT wheel, ein einrädriges Fahrzeug mit einem Sitz vor dem Rad. Im Inneren des Rades sind Motor, Steuerung und Gegengewichte untergebracht. Bis 45 km/h sind bisher schon erreicht worden, mit dem Modell RIOT 3 soll der bisherige Geschwindigkeitsrekord für einrädrige Fahrzeuge von 92 km/h gebrochen werden.

## Serienfahrzeuge

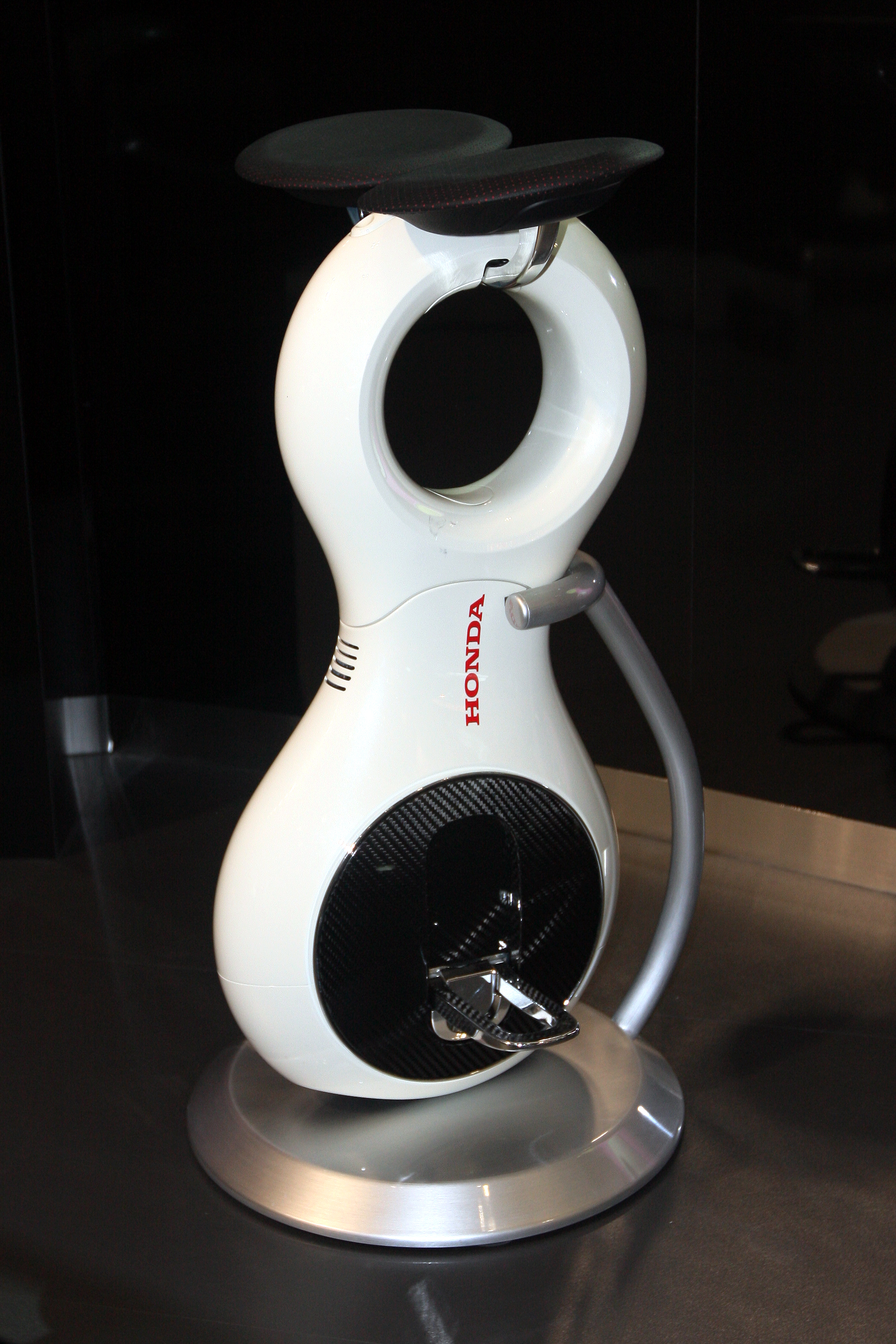
U3-X, 2009

Seit Dezember 2001 wird von der Firma Segway Inc. (USA) ein selbstbalancierender Elektroroller hergestellt. Er hat zwei nebeneinander angeordnete Räder, in der Mitte eine Lenkstange und wird stehend gefahren. Mit einer Akku-Ladung kann man bis zu 38 km weit und maximal 20 km/h schnell fahren.

## Aktuelle Studien und Entwürfe
Durch leichte elektronische Gyroskope und Neigungssensoren können die schweren Kreisel der frühen Entwicklung ersetzt werden. Mit elektronischer Regelung und elektrischem Antrieb werden heute besonders kleine Fahrzeuge entworfen.
- Embrio Die Designstudie von Bombardier Recreational Products für ein einrädriges Motorrad gewann 2003 den Gold Award des Industrial Design Society of America & Business Week Magazine (IDEA).[8][9][10]
- FALCON 750cc von Honda, Designstudie 2007, ein einrädriges Motorrad[11]
- motorbetriebene Inlineskates mit einem Rad in der Mitte.[12]
- Uno von bpg-motors (Kanada), von Ben Gulak 2008 auf der Spring Motorcycle Show in Toronto vorgestellt. Zwei eng nebeneinander angeordnete, elektrisch angetriebene Räder bewegen den Fahrer, der wie auf einem einrädrigen Motorrad fährt. Das Fahrzeug wird schneller wenn sich der Fahrer vor beugt und langsamer durch zurückbeugen. Auch die Kurvenfahrt wird durch Verlagern des Schwerpunktes erreicht, die Elektronik lässt dann das äußere Rad schneller drehen.[13]
- Winglet von Toyota, 2008, ähnlich dem Segway, elektrisch betrieben mit zwei Rädern nebeneinander, aber kleiner und langsamer. Gewicht: ab 10 kg, Geschwindigkeit: 6 km/h[14]
- U3-X von Honda, 2009 zur Tokyo Motor Show vorgestellt, Ein elektrisch betriebenes Einrad mit Sitz. Gewicht: 10 kg, Geschwindigkeit: max. 6 km/h
- Ryno von Ryno Motors, 2010, einrädriges Motorrad, Gewicht: 57 kg, Geschwindigkeit: max. 40 km/h[15]
- Solowheel von Inventist, 2011, bislang kleinstes Einrad, Gewicht: 11 kg, Geschwindigkeit: max. 16 km/h[16]
- C-1 von Lit Motors, 2012, ein 2-Rad-Kabinenroller mit Elektromotor, Reichweite über 240 km, Geschwindigkeit: max. 193 km/h[17]